# Oldflån-Ansättens naturreservat
Oldflån-Ansättens naturreservat är beläget i norra delen av Offerdals socken, Krokoms kommun, Jämtland. Naturreservatet är cirka 260 km² (25 951 hektar) och bildades 2002.

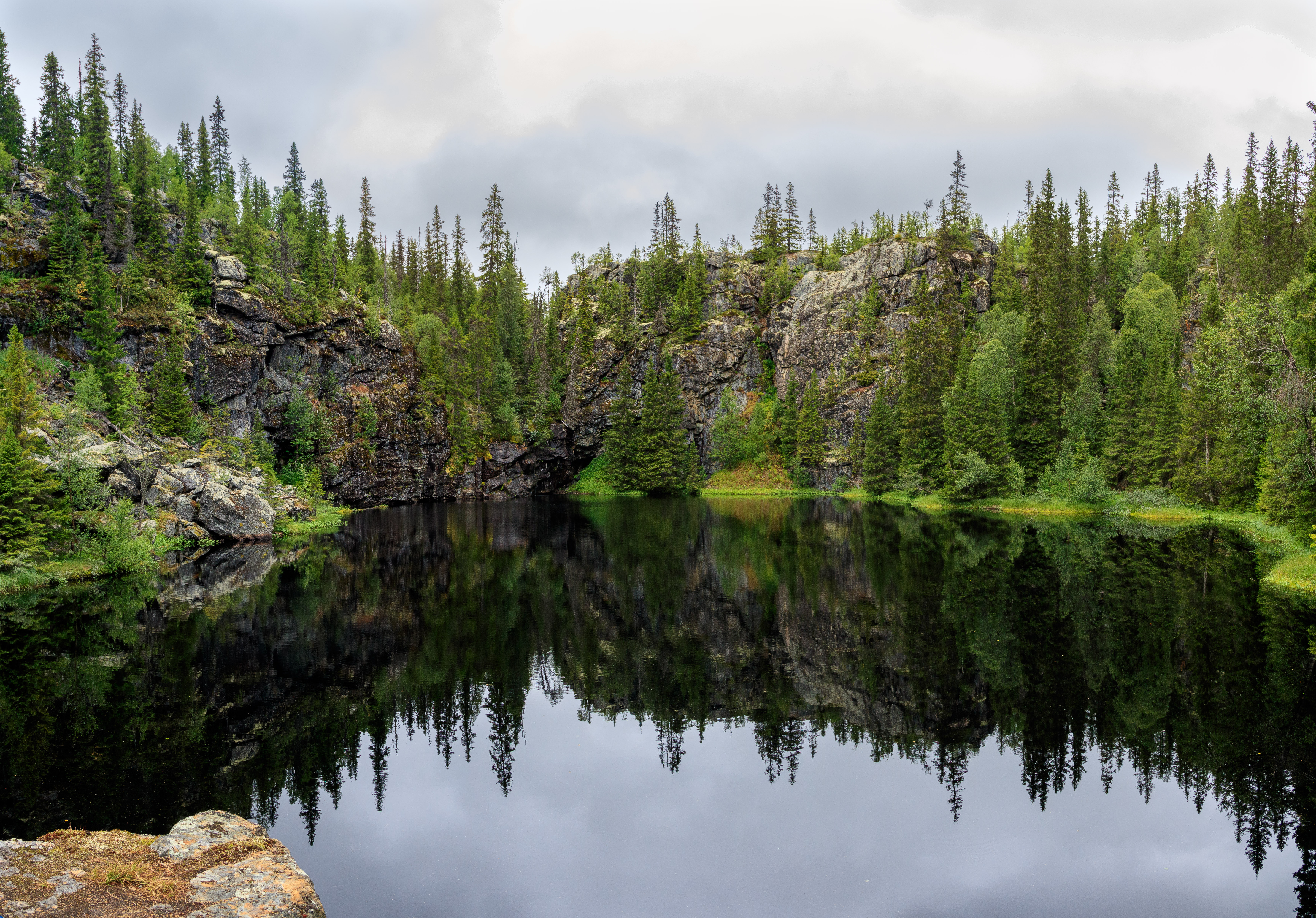
Bergtjärn är en liten tjärn i närheten av Jänsmässholmen

Inom reservatet finns dels de två stora myrområdena Oldflån och Flån, dels skogar och fjäll. I östra delen av reservatet ligger fjället Ansätten. Oldflån är känt för sitt fågelliv och sina myrmarker med bland annat hjortron. Myrlandskapet är varierande och omfattar både artfattiga kärr och blandmyrar. Fastmarksholmar har i vissa fall urskogskaraktär. Även Flån omfattar en variation av stora myrar, åsar och skogsholmar och är även den känd för sitt fågelliv, främst vadarfåglar.
Naturreservatet ligger inom Jovnevaerie sameby och utgörs av renbetesland. Naturreservatet ligger nära byarna Jänsmässholmen och Bakvattnet.